# Gynoplistia biarmata
Gynoplistia biarmata är en tvåvingeart. Gynoplistia biarmata ingår i släktet Gynoplistia och familjen småharkrankar.

## Underarter
Arten delas in i följande underarter:
- G. b. biarmata
- G. b. nimbisigna
- G. b. sparsisigna